# Mangromedes kochi
Mangromedes kochi là một loài nhện trong họ Pisauridae. Chúng được Carl Friedrich Roewer miêu tả năm 1951.